# Ironmouse
Ironmouse  est une youtubeuse virtuelle et streameuse indépendante sur Twitch Portoricaine-Américaine depuis 2017. Elle était une des premières membres à rejoindre l'agence américaine VShojo en 2020 qu'elle a par la suite quitté en 2025. En 2024, elle est devenue la streameuse sur Twitch avec le plus d'abonnés , dépassant le record obtenu précédemment par Kai Cenat lors d'un subathon (campagne d’abonnement)  en septembre 2024, avant d'être elle-même dépassée par Cenat lors d'un subathon en novembre de la même année.

## Présentation
Ironmouse avait initialement prévu de faire une carrière de chanteuse d'opéra soprano léger, mais un déficit immunitaire commun variable (DICV) lui a été diagnostiqué Il s'agit d'une maladie auto-immune qui l'a laissée en grande partie alitée et isolée et a également conduit à une infection pulmonaire appelée Mycobacterium avium complex, comme elle l'a révélé à Projekt Melody en 2021. Cela l’a obligée à rester isolée des autres, une situation qui s’est intensifiée en 2020 au début de la pandémie de Covid-19.
En 2017, elle a commencé à poursuivre une carrière de streameuse, car elle était « seule et voulait quelque chose à faire ». Hésitant à utiliser son vrai visage en ligne, elle s'est inspirée de la japonaise Kizuna AI, la première YouTubeuse à se présenter comme une « YouTubeuse virtuelle », qui utilise un avatar numérique pour dissimuler son identité. Son nom d'utilisateur vient du personnage Sailor Iron Mouse, antagoniste de la série manga Sailor Moon.
Après avoir découvert qu'un nombre croissant de vidéastes se désignaient comme VTubers après Kizuna, elle a commencé à se considérer comme tel également. Le personnage d'Ironmouse a été étendu à un personnage, qu'elle a qualifié de « version plus grande de moi » et ressemblant à un costume de super-héros, ; son avatar prend généralement la forme d'un démon cornu aux cheveux roses et violets tandis que sa trame de fond - influencée par le fait qu'elle s'est référée en plaisantant à elle-même en tant que telle - suggère que le personnage est une personnification de Satan lui-même. Ironmouse a une voix aiguë qui est très distinctive, résultat d'une infection pulmonaire due à des complications du DICV qui l'a également amenée à être sous oxygène 24 heures sur 24, 7 jours sur 7 ; elle a fait remarquer que certaines personnes ont refusé de la prendre au sérieux à cause de sa voix, et que certains autres streamers ont été choqués de découvrir que c'était sa vraie voix et qu'elle n'utilisait pas de changeur de voix,.

## Carrière
En novembre 2020, Ironmouse a été annoncée comme l'un des membres fondateurs de VShojo, une nouvelle agence américaine de VTubers anglophone, rejoignant d'autres streamers et personnalités telles que Nyanners et Projekt Melody. Depuis, et également grâce à un contexte de croissance de la popularité des streamers et des VTubers en particulier,, l'audience de Ironmouse augmente drastiquement durant les années 2020 et 2021. L'augmentation des revenus de ses streams lui a également permis de s'offrir des soins de santé de meilleure qualité. En retour, l'amélioration de son état lui a permis d'effectuer des streams plus longs sur une base plus régulière.
Ironmouse est connue pour ses fréquentes collaborations avec le YouTubeur gallois CDawgVA (en) ; il avait entendu parler des VTubers via Gigguk (en), l'un de ses collègues du podcast Trash Taste (ja). Après avoir regardé un stream d'Ironmouse sur Twitch par curiosité et l'avoir trouvée « vraiment drôle », CDawgVA l'a évoquée lors d'un épisode de Trash Taste avec Mori Calliope, membre de Hololive branche anglophone, présente en tant qu'invitée. Cette reconnaissance a suscité l'intérêt d'Ironmouse, qui suivait également les propres streams de CDawgVA. Son implication a commencé par une apparition vocale dans l'une de ses vidéos, puis par des streams collaboratifs ; CDawgVA s'est décrit dans une interview avec  Dexerto comme « l'homme droit » face à la personnalité « chaotique » d'Ironmouse, tandis qu'Ironmouse l'a considéré comme « authentique »,.
En février 2022, Ironmouse a organisé un événement subathon, un live non-stop dans lequel un compte à rebours était prolongé chaque fois que les téléspectateurs achetaient des abonnements payants ou faisaient d'autres dons à la chaîne. Le live est resté en ligne même lorsqu'elle dormait, au cours duquel d'autres contenus, tels que des vidéos et des apparitions de ses amis et d'autres invités, ont été présentés. Au cours de l'événement, qui a duré un total de 31 jours jusqu'au 7 mars 2022, Ironmouse est devenue la streameuse féminine avec le plus d'abonnés sur Twitch et avec le plus grand nombre d'abonnés actifs de toutes les chaînes Twitch à l'époque (bien que loin d'un record global établi par Ludwig lors d'un événement similaire qu'il a organisé en 2021),, avec près de 172 000 abonnés au total à la fin de l'événement. Ironmouse a occasionnellement animé un talk-show - Speak of the Devil - qui présente divers invités.
Selon les données de StreamElements et Rainmaker, Ironmouse était le huitième streamer le plus regardé sur Twitch au cours du mois de février 2022, marquant la première fois qu'un VTuber figurait dans leur top 10 mensuel. En discutant de l'événement, Ironmouse a estimé que c'était « la seule fois où je ne me suis pas sentie seule parce que j'avais l'impression d'avoir quelqu'un là tout le temps. C'était le moment que je me suis sentie le moins seul depuis longtemps. » En mars 2022, elle a été nommée pour le titre de meilleur VTuber aux The Streamer Awards.
En décembre 2022, elle a été classée parmi les « heroes » sur le site Web Plasma Hero pour avoir sensibilisé au CVID et encouragé les téléspectateurs à faire un don de plasma. Elle a également reçu des éloges pour avoir encouragé les dons à la Immune Deficiency Foundation (IDF), une organisation caritative qui aide les personnes souffrant de maladies comme la sienne par le biais de recherches et d'amélioration de la qualité de vie des personnes souffrant d'immunodéficience primaire. Selon StreamsCharts, Ironmouse était la deuxième streameuse Twitch féminine la plus regardée de 2022, derrière Amouranth,. En mars 2023, elle a remporté le prix de meilleur VTuber aux The Streamer Awards.
En juin 2023, Ironmouse a organisé un deuxième subathon à titre caritatif, la moitié des revenus des abonnements Twitch et des Bits (monnaie virtuelle sur Twitch avec 1 bit = 0.01$), ainsi que des ventes de produits dérivés pendant l'événement, étant reversés à la Immune Deficiency Foundation. Le subathon a battu son précédent record de 172 000 abonnés avec un nouveau record de 205 461 abonnés.
Le 7 décembre 2023, Ironmouse a remporté le prix du créateur de contenu de l'année aux The Game Awards 2023, devenant ainsi la première VTubeuse à gagner dans la catégorie. En février 2024, aux The Streamer Awards, elle reprend son titre de meilleure VTuber et a également été nommée pour le Streamer de l'année.
Le 12 juin 2024, Ironmouse sort un single intitulé Carry On, qui est la chanson utilisé à la fin du documentaire Compromised: Life Without Immunity de la Immune Deficiency Foundation.
Le 10 septembre 2024, YouTube a suspendu la chaîne VOD d'Ironmouse, soi-disant en raison de plusieurs avertissements pour violation de droits d'auteur. Le 20 septembre, sa chaîne YouTube principale a également été suspendue ; en réponse, elle a tweeté qu'elle était « incroyablement triste et choquée ». Les deux chaînes YouTube d'Ironmouse ont ensuite été rétablies le 23 septembre. Le même mois, Ironmouse a dépassé Kai Cenat en tant que chaîne avec le plus d'abonnés sur Twitch, établissant un nouveau record sur le site le 30 septembre,,. Son record a duré jusqu'en novembre 2024, date à laquelle elle a été battu par Cenat. En décembre 2024, aux The Streamer Awards, Ironmouse a de nouveau remporté le prix du meilleur VTuber et a également été nommée pour le meilleur stream marathon et le prix Sapphire,.
EN juin 2025, Ironmouse est mise en avant dans la chanson 1-800 du rappeur Bbno$. Ce dernier s'est également cosplayé en Ironmouse après avoir atteint un objectif de likes sur X.
Le 21 juillet 2025, Ironmouse a annoncé qu'elle quitte VShojo avec effet immédiat, accusant l'agence de ne pas lui avoir versé une somme d'argent « importante » et de devoir à la Immune Deficiency Foundation au moins 500000$ provenant des dons Twitch du subathon de 2023,. Suite à son annonce, les autres membres de l'agence ont publiquement apporté leur soutien à Ironmouse. De plus, pratiquement la totalité des membres ont annoncé publiquement qu'elles démissionnent de l'agence ou ont l'intention de le faire, en présentant également des allégations similaires de revenus impayés comme la VTubeuse Kson,. Parallèlement à son départ, Ironmouse a lancé une campagne de charité indépendante pour la Immune Deficiency Foundation ; en deux jours, la collecte de fonds a déjà dépassé le million de dollars.

## Discographie

### Singles
| Titre                 | Année | Featuring                    | Paroles                               | Référence |
| --------------------- | ----- | ---------------------------- | ------------------------------------- | --------- |
| Waifu Jam             | 2023  |                              | Camellia                              | [ 41 ]    |
| Anarchy               | 2023  | Bubi                         | HalaCG                                | [ 42 ]    |
| Sour Taste            | 2023  |                              | Ironmouse                             | [ 43 ]    |
| Battery               | 2023  | Oricadia et DJ DAX           | Shirobeats                            | [ 44 ]    |
| Rodents Kingdom       | 2024  |                              | Camellia                              | [ 45 ]    |
| Devil                 | 2024  | Bubi                         | HalaCG                                | [ 45 ]    |
| Carry On              | 2024  |                              | Ironmouse, Rachel Moore et Zach Moore | [ 46 ]    |
| Battey 2              | 2024  | Oricadia, McGwire et pdr dax | Shirobeats                            | [ 47 ]    |
| Time To Feast         | 2024  |                              | HalaCG                                | [ 48 ]    |
| Cry For Me (WA WA WA) | 2024  | Bubi                         | HalaCG                                | [ 49 ]    |
| Music Box of Fate     | 2025  |                              | WUNDER RiKU                           | [ 50 ]    |

## Récompenses et nominations
| Année | Cérénomie                      | Catégorie                                            | Résultat   | Ref    |
| ----- | ------------------------------ | ---------------------------------------------------- | ---------- | ------ |
| 2022  | Les Streamer Awards            | Meilleur Streamer Vtuber                             | Nomination | [ 17 ] |
| 2022  | Les Streamy Awards             | Meilleur VTuber                                      | Nomination | [ 51 ] |
| 2023  | Les Streamer Awards            | Meilleur Streamer Just Chatting                      | Nomination | [ 21 ] |
| 2023  | Les Streamer Awards            | Meilleur VTuber                                      | Lauréat    | [ 21 ] |
| 2023  | Les Streamy Awards             | Streamer de l'année                                  | Nomination | [ 52 ] |
| 2023  | Les Streamy Awards             | Meilleur VTuber                                      | Nomination | [ 52 ] |
| 2023  | Les Game Awards                | Créateur de contenu de l'année                       | Lauréat    | [ 53 ] |
| 2023  | Les Vtuber Awards              | Vtuber de l'Année                                    | Lauréat    | ,      |
| 2023  | Les Vtuber Awards              | Miss VTuber                                          | Lauréat    | ,      |
| 2023  | Les Vtuber Awards              | Meilleur évènement streamé (Ironmouse Subathon 2023) | Lauréat    | ,      |
| 2023  | Les Vtuber Awards              | Meilleur concert (Candy Pop Explosion)               | Nomination | ,      |
| 2024  | Les Streamer Awards (Février)  | Streamer de l'année                                  | Nomination | [ 24 ] |
| 2024  | Les Streamer Awards (Février)  | Meilleur VTuber                                      | Lauréat    | [ 24 ] |
| 2024  | Les Streamer Awards (Décembre) | Sapphire Award                                       | Nomination | ,      |
| 2024  | Les Streamer Awards (Décembre) | Meilleur VTuber                                      | Lauréat    | ,      |
| 2024  | Les Streamer Awards (Décembre) | Meilleur stream marathon (Ironmouse Subathon 2024)   | Nomination | ,      |
| 2024  | Les Vtubers Awards             | VTuber de l'Année                                    | Nomination | [ 56 ] |
| 2024  | Les Vtubers Awards             | Meilleur ligue à part                                | Lauréat    | [ 56 ] |
| 2024  | Les Vtubers Awards             | Meilleur évènement VTuber (Ironmouse Subathon 3)     | Nomination | [ 56 ] |